# Prințul Frederic al Danemarcei și Norvegiei
Frederic (daneză Frederik) (11 octombrie 1753 – 7 decembrie 1805) a fost Prinț Ereditar al Danemarcei și Norvegiei. A fost fiul cel mare din a doua căsătorie a regelui Frederic al V-lea al Danemarcei cu Juliana Maria de Brunswick-Wolfenbüttel.
Prințul Ereditar Frederic a acționat în calitate de regent în numele fratele său vitreg, regele Christian al VII-lea în perioada 1772-1784. Se spune că a avut un handicap fizic.

## Biografie

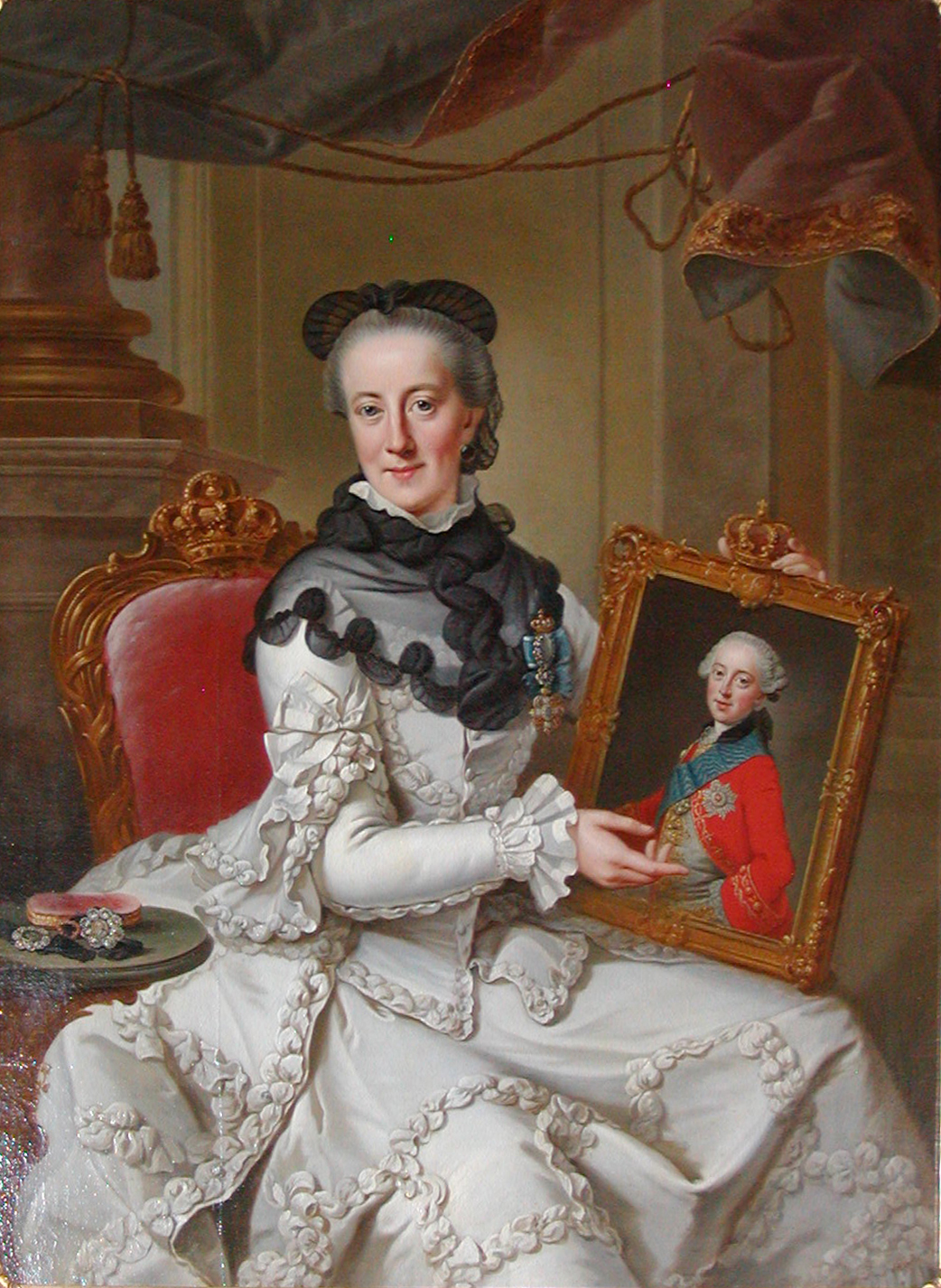
Mama sa, regina Juliana Maria, care ține în brațe portretul Prințului Frederic.

Frederic s-a născut la Palatul Christiansborg din Copenhaga la 11 octombrie 1753. Pentru a asigura viitoarea sa poziție, de la vârsta de 3 ani a fost ales ajutor de episcop la episcopia Lübeck. Acest lucru însemna că în timp el ar fi succedat prințului-episcop de atunci, Frederic August. Totuși, acest plan a trebuit să fie abandonat și Frederic a rămas în Danemarca în calitate de membru junior al familiei regale.
La 21 octombrie 1774, la Copenhaga, s-a căsătorit cu Ducesa Sofia Frederica de Mecklenburg-Schwerin (1758–1794). Ea era fiica Ducelui Louis de Mecklenburg-Schwerin și a Prințesei Charlotte Sophie de Saxa-Coburg-Saalfeld.
Fratele său după tată, regele Christian al VII-lea, suferea de o severă boală mentală (se crede că suferea de schizofrenie) și divorțase de soția sa, regina Caroline Mathilde, care a fost exilată. Prințul Frederic a fost desemnat Regent al Danemarcei în 1772, când a împlinit 18 ani. Regența lui a fost formală, puterea fiind deținută de mama lui, regina Juliane Marie și de ministrul Ove Høegh-Guldberg.
A acționat ca regent până la lovitura de stat din 1784, când Prințul Moștenitor Frederic (viitorul Frederic al VI-lea al Danemarcei), atunci fiul în vârstă de 16 ani al regelui Christian a luat puterea și regența.
După lovitură, Prințul Ereditar Frederic a rămas fără multă influență la curte. Cum Prințul Moștenitor Frederic nu avea fii în viață, Prințul Ereditar Frederic a rămas moștenitor prezumptiv al tronului. În cele din urmă, fiul său, Christian Frederic, i-a succedat ca rege lui Frederic VI.
După ce Palatul Christiansborg a fost distrus de un incendiu în 1794, Prințul Ereditar Frederic s-a mutat împreună cu familia la Palatul Amalienborg. Sofia Frederica a murit în același an, la scurt timp după mutare. Prințul Ereditar Frederic i-a supraviețuit 11 ani soției sale și a murit la Amalienborg la 7 decembrie 1805, la vârsta de 52 de ani.